# Salles-d'Aude
Salles-d'Aude é uma comuna francesa na região administrativa de Occitânia, no departamento de Aude. Estende-se por uma área de 18,15 km². Em 2010 a comuna tinha 3 330 habitantes (densidade: 183,5 hab./km²).